# رنه مونترو
رنه مونترو (به اسپانیایی: René Montero‎؛ زادهٔ ۲۳ نوامبر ۱۹۷۹) کشتی‌گیر سابق اهل کوبا است که در دستهٔ ۵۵ کیلوگرم کشتی آزاد مردان رقابت می‌کرد.